# Cha cha ciao
Cha cha ciao è una canzone della cantante pop italiana Raffaella Carrà scritta e prodotta da Gianna Nannini, pubblicata il 12 novembre 2013 come secondo singolo estratto dall'album Replay (The Album).

## Descrizione
Cha cha ciao nasce dalla collaborazione di Raffaella Carrà con Gianna Nannini, autrice e produttrice del brano. Alla conferenza stampa di presentazione di Replay (The Album) la Carrà ha spiegato la nascita del brano:
Il brano è stato pubblicato su iTunes come singolo promozionale di Replay (The Album) una settimana prima della pubblicazione dell'album, per trainarne le prevendite, per poi diventare il secondo singolo ufficiale estratto dall'album con la pubblicazione alle radio il 26 novembre 2013.
Il 18 febbraio 2014 Raffaella ha eseguito Cha cha ciao, assieme a Fun Fun Fun e Fatalità in duetto con Luciana Littizzetto, durante la sua ospitata alla prima serata del Festival di Sanremo 2014, in diretta su Rai 1 dal Teatro Ariston di Sanremo.

## Video musicale
Il brano è stato accompagnato da un video musicale pubblicato sul canale YouTube dell'etichetta discografica Do It Yourself il 25 novembre 2013, che mostra Raffaella Carrà e Gianna Nannini intente a registrare il pezzo in studio di registrazione.

## Tracce
Download digitale
Testi e musiche di Gianna Nannini.
1. Cha cha ciao – 3:09